# Томпсон, Ли
Ли Джей То́мпсон (англ. Lee Jay Thompson (псевдонимы — Кикс (англ. Kix) и Эль То́ммо (англ. El Thommo)); род. 5 октября 1957 года, Лондон, Великобритания) — британский музыкант-мультиинструменталист, автор песен, певец и композитор. Известен с конца 1970-х как один из основателей и саксофонист ска-группы Madness.

## Биография

### Ранние годы
Ли Томпсон родился 5 октября 1957 года в Лондоне. Рос он в неблагополучной семье, его отец регулярно попадал в тюрьму. Ли запросто мог пойти по стопам отца, он состоял в подростковой уличной банде, занимавшейся мелкими преступлениями. В возрасте 14 лет его приговорили к полутора годам тюремного заключения. Выйдя на свободу, Ли увлёкся игрой на саксофоне, благодаря чему впоследствии его жизнь круто изменилась.
В середине 1970-х, до начала активной музыкальной карьеры, Томпсон и его приятель, будущий клавишник Madness Майк Барсон, приобрели известность как авторы граффити. Вдохновлённые статьёй в одной из воскресных газет о зарождающейся в Нью-Йорке культуре граффити, они принялись рисовать в северном Лондоне свои псевдонимы (Kix и Mr B) вместе с прозвищами двух друзей Cat и Columbo. Объектами их «творчества» обычно были ветхие здания, стены из гофрированного железа, разбитые бесхозные автомобили. Однажды они распылили свои прозвища на гаражных воротах известного певца Джорджа Мелли, побудив его написать в газете статью, в которой говорилось: «Если я когда-нибудь поймаю этого мистера Би, Кикса и Коломбо, я надеру им задницы».

### Музыкальная карьера
В 1976 году Томпсон вместе с Майком Барсоном и Крисом Форманом основал группу Madness и написал дебютный сингл "The Prince". Среди других синглов группы Ли является автором или соавтором таких, как "Embarrassment", "House of Fun" и "Uncle Sam". Криминальный опыт прошедших лет вдохновил его на лирику для "Land of Hope and Glory" и "One's Second Thoughtlessness"; в обоих треках Томпсон исполнял ведущий вокал. Он также был вокалистом в своей собственной композиции "Razor Blade Alley", которая регулярно включалась в ранние концерты Madness.
После распада Madness в 1986 году Томпсон создал новую группу The Madness с Форманом, Саггсом и Чесом Смэшем, но она после выхода одного альбома в 1988 году также распалась. Затем Томпсон объединил усилия с Форманом, и пара начала писать песни. Вскоре они записали альбом в Liquidator Studios с Томпсоном в качестве вокалиста и саксофониста и Форманом, игравшим на других инструментах. Этот альбом включал в себя песню "Magic Carpet", которая была написана в соавторстве с Саггсом и первоначально предназначалась для включения в альбом Madness. Когда дело дошло до продвижения их дебютного альбома, они обнаружили, что им нужно сформировать группу, а также выбрать для неё название. Из-за ошибки принтеров названия группы и альбома были случайно искажены, в результате им пришлось выступать под именем Nutty Boys. В 2002-м альбом был переиздан, ошибка была исправлена, и ныне группа известна как Crunch!.
В 1992 году Томпсон воссоединился со всеми семью первоначальными участниками Madness.
В 2007 году Ли Томпсон с Китом Финчем основал группу The Dance Brigade, к ним присоединилась Дженни Матиас из The Belle Stars. Другие музыканты пришли из проектов, в которых они все участвовали. Ли также играл на саксофоне, выступая с кавер-группой The Camden Cowboys.
На церемонии закрытия Летних Олимпийских игр 2012 года Томпсон был показан за игрой на саксофоне красного, белого и синего цветов.
В 2011 году он начал выступать с The Lee Thompson Ska Orchestra, который в 2013-м издал альбом The Benevolence of Sister Mary Ignatius. Они выпустили сингл "Fu Man Chu" из этого альбома с участием Битти Маклин, а в феврале 2014 года издали следующий сингл "Bangarang" с участием ямайского певца, исполнителя регги Дона Пенна и ирландской аккордеонистки Шэрон Шэннон. В 2018 году Томпсон появился на BBC Radio 4 в передаче Loose Ends в качестве гостя вместе с адвокатом Клайвом Андерсоном. Во время своего интервью Томпсон упомянул, что его первый «профессиональный» стандартный тенор-саксофон был одним из самых дорогих — Selmer Mark VI. Ли также подробно рассказал, как он и некоторые из его друзей участвовали в краже со взломом известного лондонского музыкального магазина, а неназванный друг снял окно и выкрал саксофон для Томпсона.

## Личная жизнь
В 1984 году Томпсон женился на Дебби (в девичестве Фордхэм). У них родились трое детей, их имена — Тьюзди, Дейли и Кай.